# Jagdeep Singh
Jagdeep Singh – indyjski zapaśnik walczący w stylu wolnym.
Czwarty na igrzyskach azjatyckich w 1986. Brązowy medalista mistrzostw Azji w 1989. Mistrz Wspólnoty Narodów w 1989. Zwycięzca Igrzysk Azji Południowej w 1989 roku.